# 공항교통
주식회사 공항교통(空港交通)은 인천광역시 영종도의 공영버스와 전세버스를 운행하는 버스 기업이다. 본사는 인천광역시 서구 봉화로223번안길 29 (금곡동)에 있다.

## 주요 연혁
- 2014년 8월 7일: 인천광역시 서구 봉화로223번안길 29 (금곡동)에서 주식회사 공항교통으로 설립.
- 2014년 8월 11일: 경기도 수원시 영통구 원천동 산58-10에 원천동지점 설립.

## 미운행 노선
- 710번: 부평구청역 ↔ 삼목선착장 (인가 이후로 운행하지 않았다.)
- 710-1번: 작전역 ↔ 인천공항 국제업무단지 (인가 이후로 운행하지 않았다.)

## 사업장 현황
- 본점: 인천광역시 서구 봉화로223번안길 29 (금곡동)
- 원천동지점: 경기도 수원시 영통구 원천동 산58-10